# Billete de mil coronas islandesas
El billete de mil coronas islandesas es el segundo de más baja denominación de la moneda islandesa. Tiene unas medidas de 150 x 70 mm. En julio de 2020, había 6 309 500 000 billetes en circulación, lo que supone el 8,6 % del total de las distintas denominaciones de papel moneda de corona islandesa.

## Características
El billete empezó a entrar en circulación en el año 1984, siendo rediseñado posteriormente en noviembre de 2004. El color predominante es el morado.
En el anverso se encuentra un retrato de Brynjólfur Sveinsson (1605-1675), obispo de Skálholt. En el reverso se muestra la iglesia de Brynjólfskirkja en Skálholt. En la esquina hay una imagen de la Virgen procedente de un anillo de oro perteneciente al obispo.